# Santo Estêvão (Bahia)
Santo Estêvão is een gemeente in de Braziliaanse deelstaat Bahia. De gemeente telt 46.855 inwoners (schatting 2009).

## Aangrenzende gemeenten
De gemeente grenst aan Antônio Cardoso, Cabaceiras do Paraguaçu, Castro Alves, Ipecaetá en Rafael Jambeiro.

## Galerij

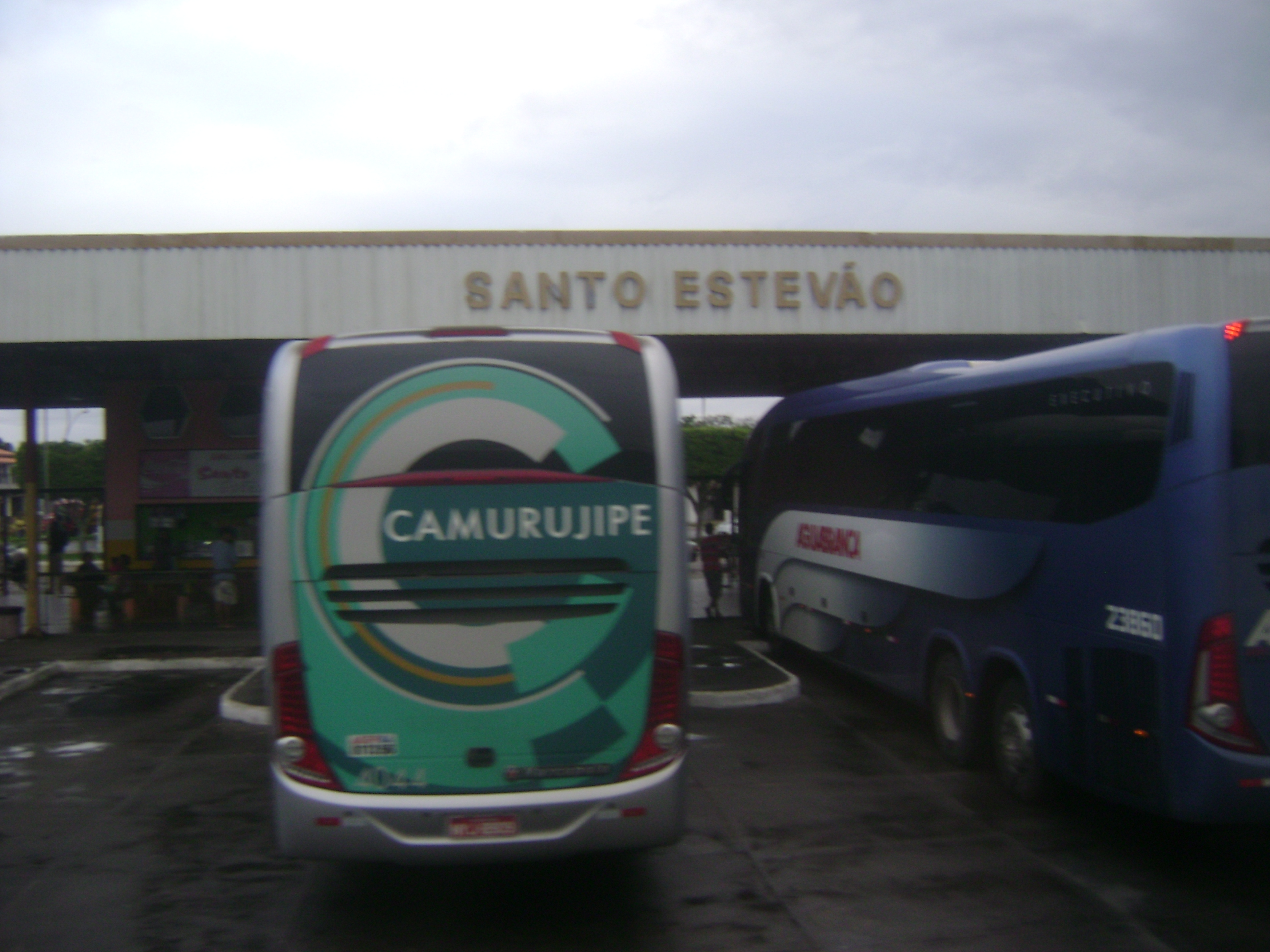
Busstation van Santo Estêvão